# Danijel Cesarec
Danijel Cesarec (Slavonski Brod, 8. siječnja 1983.) hrvatski je umirovljeni nogometaš iz Zbjega. Igrao je na poziciji napadača.
Cesarec je ponikao u Marsoniji. Ubilježio je tri nastupa za hrvatsku reprezentaciju do 21 godine. Nastupao je za više stranih klubova, od toga osam godina u Grčkoj. Nakon kratke epizode u Maccabiju iz Haife, u ljeto 2012. potpisao je jednogodišnji ugovor za Rijeku. U zimu 2014. Danijel odlazi na posudbu u NK Osijek.
U ljeto 2014. Cesarec prelazi u NK Slaven Belupo.

## Vanjske poveznice
- Profil na Transfermarkt.uk (engl.)